# Severo Censor Juliano
Severo Censor Juliano (em latim: Severus Censor Iulianus), também conhecido como Juliano Censor, foi um oficial romano do século IV. Esposo de Pompônia Úrbica, era pai do procônsul da África Talássio e avô de Paulino de Pela. Quase nada se sabe sobre sua vida, exceto que teria falecido antes de sua esposa, em data desconhecida.